# الاتفاقية المتعلقة بالأجور وساعات العمل على متن السفن وطواقمها
الاتفاقية المتعلقة بالأجور وساعات العمل على متن السفن وطواقمها (أو اتفاقية الأجور وساعات العمل والعاملين (في البحر) ) هي اتفاقية لمنظمة العمل الدولية تم صياغتها أصلًا عام 1946 والاتفاقيات المنقحة في عامي 1949 و 1958، ولم يُنفذ أي منها.

## التنفيذ
يتطلب معيار دخول الاتفاقيات الثلاث حيز التنفيذ حدًا أدنى لعدد البلدان المنضمة مع حجم معتبر من التجارة البحرية وأيضًا متطلبت من حجم التجارة الكلي من قبل البلدان الموقعة:
1. توقيع تسعة من دول المجموعة: الأرجنتين، أستراليا، بلجيكا، البرازيل، كندا، تشيلي، الصين، الدنمارك، فنلندا، فرنسا، ألمانيا (اتفاقية 1958 فقط)، اليونان، الهند، أيرلندا، إيطاليا، اليابان (اتفاقية 1958 فقط)، هولندا والنرويج وبولندا والبرتغال وإسبانيا (اتفاقية 1958 فقط) والسويد والاتحاد السوفيتي (اتفاقية 1958 فقط) وتركيا والمملكة المتحدة والولايات المتحدة ويوغوسلافي.
2. توقيع ما لا يقل عن خمس دول تملك سجل إجمالي يزيد على مليون طن.
3. مجموع حمولة الدول المصدقة تزيد عن خمسة عشر مليون حمولة إجمالية مسجلة.

## تصديقات
ويرد أدناه عرض عام لعدد التصديقات على المؤتمرات. ورغم أن عدد التصديقات كان أكبر مقارنةً بالاتفاقيات المنقحة، فإن معايير الدخول حيز التنفيذ لم تتحقق في أي منها. تم إغلاق التوقيع للاتفاقيات عند بدء تطبيق اتفاقية ساعات عمل البحارة وتزويد السفن بالطواقم لعام 1996 .
| سنة الاختتام | الدخول حيز التنفيذ | التصديقات (حاليًا) | البلدان ذات الصلة لدخولها حيز التنفيذ | الانسحاب | إغلاق التوقيع |
| ------------ | ------------------ | ----------------- | ------------------------------------- | -------- | ------------- |
| 1946         | لا                 | 0                 | 0                                     | 0        | 8 أغسطس 2002  |
| 1949         | لا                 | 5                 | 0                                     | 0        | 8 أغسطس 2002  |
| 1958         | لا                 | 11                | 6                                     | 4        | 8 أغسطس 2002  |

ويرد أدناه عرض عام للتصديقات على الاتفاقيات حتى 27 أيار / مايو 2013. ففي العام 1958 فقط 9 من قائمة الدول تلقت الموافقة للتصديق. ستة تصديقات منها هي التي تمت (صدقت يوغوسلافيا أيضًا، لكنها مذكورة في القائمة كدول خلفتها). وجاء الانسحاب من الاتفاقية نتيجة لتطبيق اتفاقية ساعات عمل البحارة وتزويد السفن بالطواقم لعام 1996 بالنسبة لتلك البلدان. كما تم التصديق على نتائج اتفاقية العمل البحري - بعد دخولها حيز التنفيذ في 20 آب / أغسطس 2013 - لنقض الاتفاقيات.
| دولة            | 1946 | 1949           | 1958           | التعليقات                          |
| --------------- | ---- | -------------- | -------------- | ---------------------------------- |
| البوسنة والهرسك |      |                | 2 يونيو 1993   | تم النقض اعتبارًا من 20 أغسطس 2013  |
| البرازيل        |      | 18 يونيو 1965  |                |                                    |
| كرواتيا         |      |                | 8 أكتوبر 1991  | تم النقض اعتبارًا من 20 أغسطس 2013  |
| كوبا            |      | 29 أبريل 1952  |                |                                    |
| فرنسا           |      |                | 8 يونيو 1979   | أدين في 27 أبريل 2004              |
| غواتيمالا       |      |                | 2 أغسطس 1961   |                                    |
| العراق          |      | 15 أغسطس 1985  | 23 سبتمبر 1986 |                                    |
| إيطاليا         |      |                | 23 يونيو 1981  |                                    |
| لبنان           |      |                | 6 ديسمبر 1993  |                                    |
| مقدونيا         |      |                | 17 ديسمبر 1991 |                                    |
| المكسيك         |      |                | 11 سبتمبر 1961 |                                    |
| النرويج         |      |                | 30 أغسطس 1966  | تم رفضه في 22 أكتوبر 2003          |
| فيلبيني         |      | 29 ديسمبر 1953 |                | تم النقض اعتبارًا من 20 أغسطس 2013  |
| البرتغال        |      |                | 9 يناير 1981   |                                    |
| صربيا           |      |                | 24 فبراير 2000 | تم النقض اعتبارًا من 20 أغسطس 2013  |
| سلوفينيا        |      |                | 29 مايو 1992   | نُقض في 21 يوليو 2004               |
| إسبانيا         |      |                | 14 يوليو 1971  | نُقض في 7 كانون الثاني (يناير) 2004 |

## روابط خارجية
- النص الكامل لاتفاقيات 1946 و 1949 و 1958 على موقع منظمة العمل الدولية على الإنترنت
- حالة التصديق على اتفاقيات 1946 و 1949 و 1958 على موقع منظمة العمل الدولية على الإنترنت